# Silvia Farina Elia
Silvia Farina Elia (* 27. April 1972 in Mailand) ist eine ehemalige italienische Tennisspielerin.

## Karriere
Farina, die im Alter von zehn Jahren mit dem Tennissport begann, zählt zu den erfolgreichsten Tennisspielerinnen Italiens. Von 2001 bis 2003 gewann sie dreimal in Folge das WTA-Turnier von Straßburg; im Jahr 2002 besiegte sie im Finale die damalige Top-10-Spielerin Jelena Dokić. Im selben Jahr erreichte sie mit Platz 11 auch ihre beste Position in der WTA-Weltrangliste.
Im Doppel konnte sie auf der WTA Tour neun Turniersiege verbuchen. Dazu kommen sechs Titel auf ITF-Ebene.
Von 1993 bis 2004 spielte Farina für die italienische Fed-Cup-Mannschaft; ihre Bilanz weist 21:8 Siege im Einzel sowie zwei Siege und drei Niederlagen im Doppel aus. Dreimal trat sie auch bei Olympischen Spielen für ihr Land an (jeweils Einzel und Doppel).
1999 heiratete Silvia Farina ihren Trainer Francesco Elia. Im Oktober 2005 beendete sie ihre Profikarriere.

## Turniersiege

### Einzel
| Nr. | Datum        | Turnier   | Kategorie    | Belag | Finalgegnerin  | Ergebnis      |
| --- | ------------ | --------- | ------------ | ----- | -------------- | ------------- |
| 1.  | 26. Mai 2001 | Straßburg | WTA Tier III | Sand  | Anke Huber     | 7:5, 0:6, 6:4 |
| 2.  | 25. Mai 2002 | Straßburg | WTA Tier III | Sand  | Jelena Dokić   | 6:4, 3:6, 6:3 |
| 3.  | 24. Mai 2003 | Straßburg | WTA Tier III | Sand  | Karolina Šprem | 6:3, 4:6, 6:4 |

### Doppel
| Nr. | Datum          | Turnier          | Kategorie    | Belag     | Partnerin           | Finalgegnerinnen                         | Ergebnis       |
| --- | -------------- | ---------------- | ------------ | --------- | ------------------- | ---------------------------------------- | -------------- |
| 1.  | 30. Juli 1995  | Maria Lankowitz  | WTA Tier IV  | Sand      | Andrea Temesvári    | Alexandra Fusai Wiltrud Probst           | 6:2, 6:2       |
| 2.  | 20. Juli 1997  | Palermo          | WTA Tier IV  | Sand      | Barbara Schett      | Florencia Labat Mercedes Paz             | 2:6, 6:1, 6:4  |
| 3.  | 12. Juli 1998  | Prag             | WTA Tier III | Sand      | Karina Habšudová    | Květa Hrdličková Michaela Paštiková      | 2:6, 6:1, 6:2  |
| 4.  | 9. Januar 1999 | Auckland         | WTA Tier IV  | Hartplatz | Barbara Schett      | Seda Noorlander Marlene Weingärtner      | 6:2, 7:62      |
| 5.  | 19. Juni 1999  | ’s-Hertogenbosch | WTA Tier III | Rasen     | Rita Grande         | Cara Black Kristie Boogert               | 7:5, 7:62      |
| 6.  | 11. Juli 1999  | Pörtschach       | WTA Tier IV  | Sand      | Karina Habšudová    | Olga Lugina Laura Montalvo               | 6:4, 6:4       |
| 7.  | 16. Juli 2000  | Palermo          | WTA Tier IVb | Sand      | Rita Grande         | Ruxandra Dragomir Virginia Ruano Pascual | 6:4, 0:6, 7:66 |
| 8.  | 26. Mai 2001   | Straßburg        | WTA Tier III | Sand      | Iroda Toʻlaganova   | Amanda Coetzer Lori McNeil               | 6:1, 7:60      |
| 9.  | 2. Mai 2004    | Warschau         | WTA Tier II  | Sand      | Francesca Schiavone | Gisela Dulko Patricia Tarabini           | 3:6, 6:2, 6:1  |